# Aphanistes coxatus
Aphanistes coxatus là một loài tò vò trong họ Ichneumonidae.